# Ferenc Szálasi

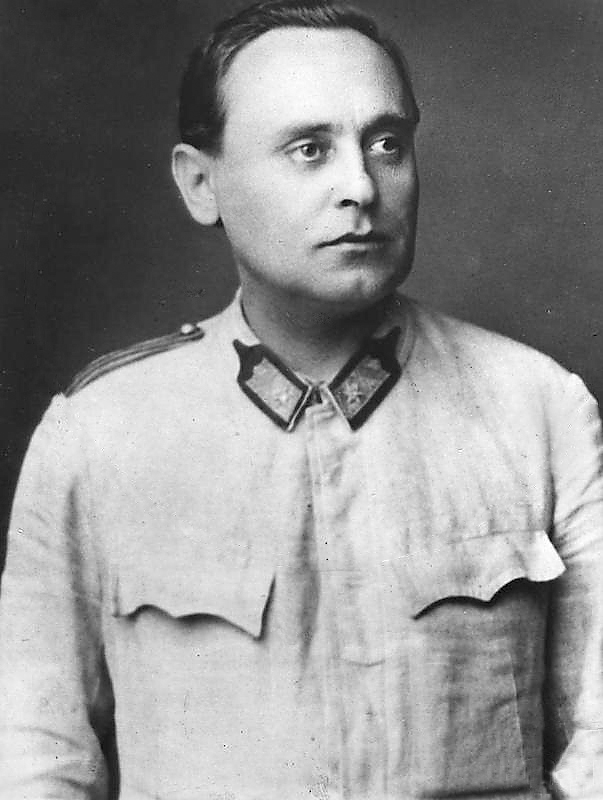
Ferenc Szálasi (1944)

Ferenc Szálasi ['fɛrɛnʦ 'sa:lɒʃi] (* 6. Januar 1897 in Kaschau, Österreich-Ungarn, heute Slowakei; † 12. März 1946 in Budapest, Ungarn) war ein ungarischer Offizier, faschistischer Politiker und in der Endphase des Zweiten Weltkrieges für fünfeinhalb Monate der Diktator Ungarns.
Von 1935 bis 1945 war Szálasi der Parteiführer der Pfeilkreuzler. Vom 16. Oktober 1944 bis zum 28. März 1945 war er unter der Bezeichnung „Führer der Nation“ (Nemzetvezető) diktatorischer Regierungschef und zugleich Staatsoberhaupt in den noch nicht von der Roten Armee besetzten Teilen Ungarns und kollaborierte mit dem Dritten Reich.
Unter der Regierung Szálasi wurde die zweite Deportationswelle des Holocaust in Ungarn durchgeführt und wurden Todesmärsche organisiert. Außerdem wurden zehntausende Juden direkt in Budapest ermordet. Weiter begann nun auch die eigentliche Verfolgung der ungarischen Roma, der ebenfalls tausende Menschen zum Opfer fielen. Auch hatte die Machtübernahme Szálasis zur Folge, dass der größte Teil der ungarischen Armee bis Kriegsende an der Seite des Dritten Reiches kämpfte, vor allem während der Schlacht um Budapest und der Plattenseeoffensive.
Nach dem Zweiten Weltkrieg wurde Szálasi 1946 in Ungarn als Kriegsverbrecher hingerichtet.

## Leben
Szálasi stammte aus einer Familie mit armenischen, deutschen, ungarischen, slowakischen und russinischen Vorfahren. Er wurde an der Theresianischen Militärakademie ausgebildet und kämpfte im Ersten Weltkrieg. 1925 wurde er Generalstabsoffizier. Kurz darauf wurde aber Anklage wegen revolutionärer Betätigung gegen ihn erhoben, wodurch er aus der Armee entlassen wurde.
Szálasi war 1935 der Begründer der Partei des nationalen Willens, aus der 1937 die Pfeilkreuzler hervorgingen, eine nationalsozialistische Partei Ungarns, geführt von József Gera und dessen Sekretär Lajos Polgár. Als er wegen dieser politischen Tätigkeit 1937 für wenige Tage in Haft saß, wurde er zu einer populären Märtyrerfigur der nationalsozialistischen Bewegung Ungarns. Von 1938 bis 1940 verbüßte er eine weitere Haftstrafe.

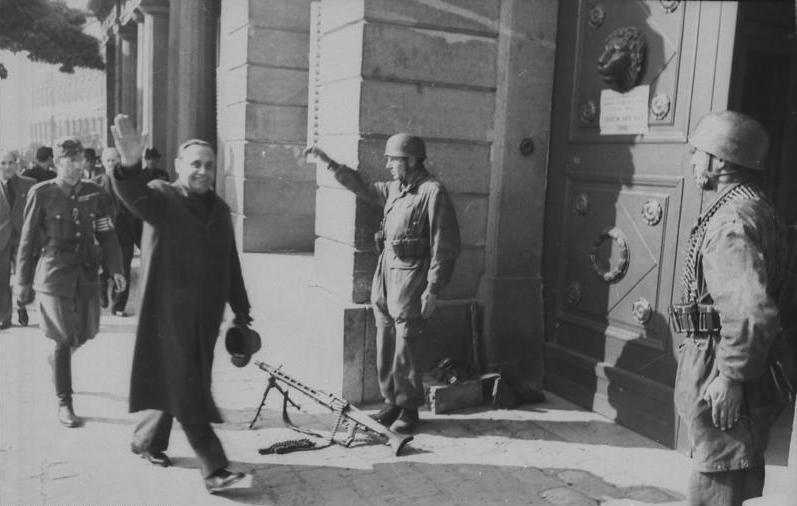
Szálasi nach der Machtübernahme im Oktober 1944

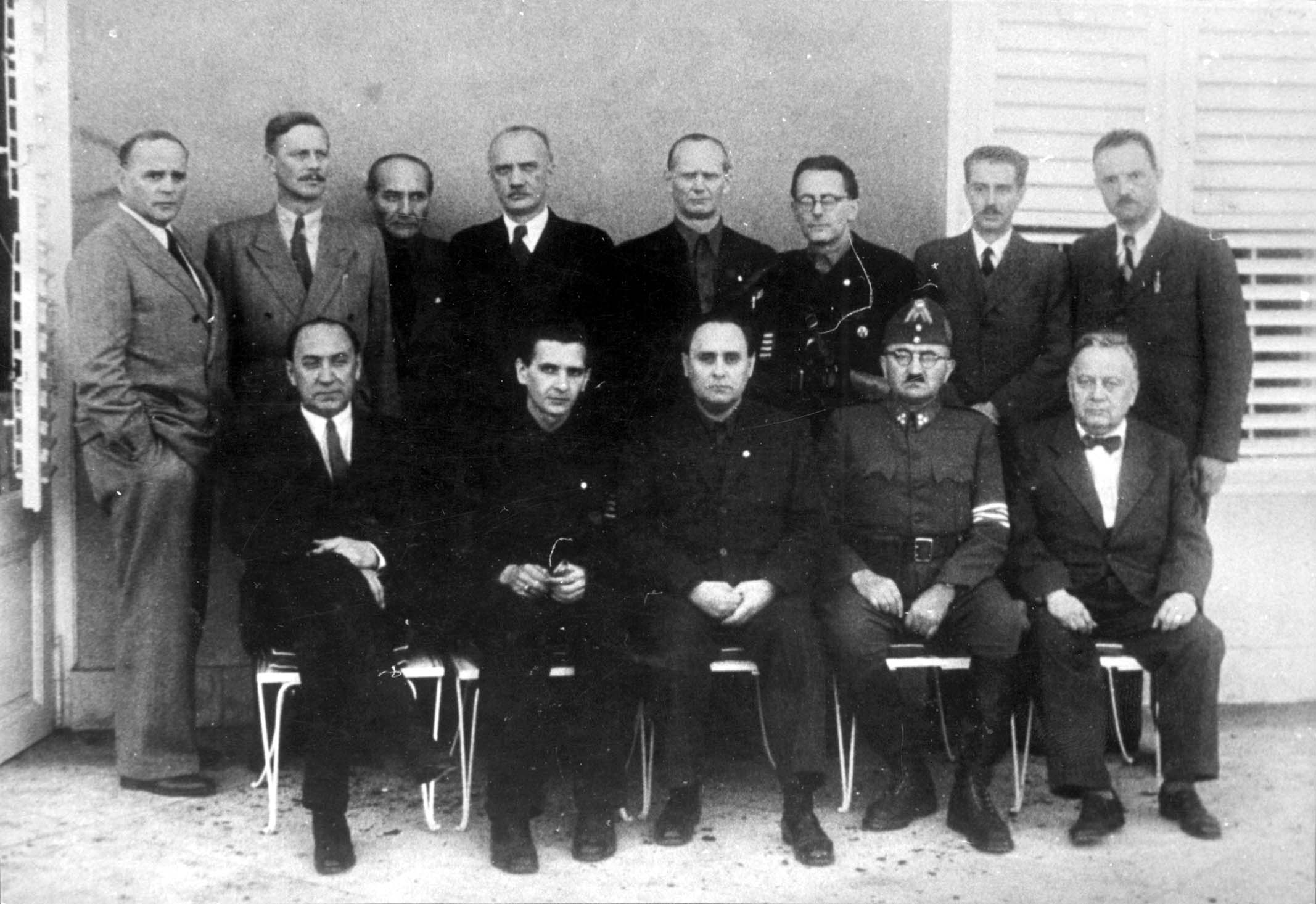
Das Kabinett Szálasi (Szálasi sitzt in der Mitte)

Nach dem Sturz des Reichsverwesers Miklós Horthy wurde Szálasi im noch nicht von sowjetischen Truppen besetzten Landesteil von der deutschen Besatzungsmacht am 15. Oktober 1944 zum Ministerpräsidenten erklärt.
In diesen Landesteilen wurde noch im November 1944 die jüdische Bevölkerung auf Todesmärsche gezwungen. Auf Befehl Adolf Eichmanns verlangten der deutsche Botschafter in Ungarn, Edmund Veesenmayer, und der SS-Vertreter Otto Winkelmann am 17. Oktober 1944 vom neuen ungarischen Innenminister Gábor Vajna die Überstellung von „Leihjuden“ ans Dritte Reich. Tags darauf erklärte sich die neue Regierung unter Szálasi bereit, dem Dritten Reich bis Kriegsende weitere 50.000 jüdische Männer und Frauen als Arbeitssklaven für die Rüstungsindustrie zur Verfügung zu stellen. Insgesamt betrug die Zahl der bis zum 1. Dezember 1944 ausgelieferten „Leihjuden“ schließlich 76.209. Der größte Teil kam entweder auf dem Todesmarsch, in Konzentrationslagern oder bei den Schanzarbeiten am Südostwall ums Leben.
Weitere 50.000 Juden kamen in Budapest direkt durch die Mordkommandos des Szálasi-Regimes ums Leben.
Aus der von der Roten Armee belagerten Hauptstadt Budapest floh Szálasi mitsamt seiner Regierung nach Güns nahe Steinamanger an der Grenze zum Deutschen Reich. Als die Sowjets dann ganz Ungarn besetzt hatten, floh er über Wien weiter nach Westen, bis er sich schließlich bei Tann zusammen mit seiner Militärführung am 1. Mai 1945 der heranrückenden US-Armee stellte. Szálasi und seine Mitstreiter wurden von den Amerikanern verhaftet und im selben Jahr an die ungarischen Behörden ausgeliefert.

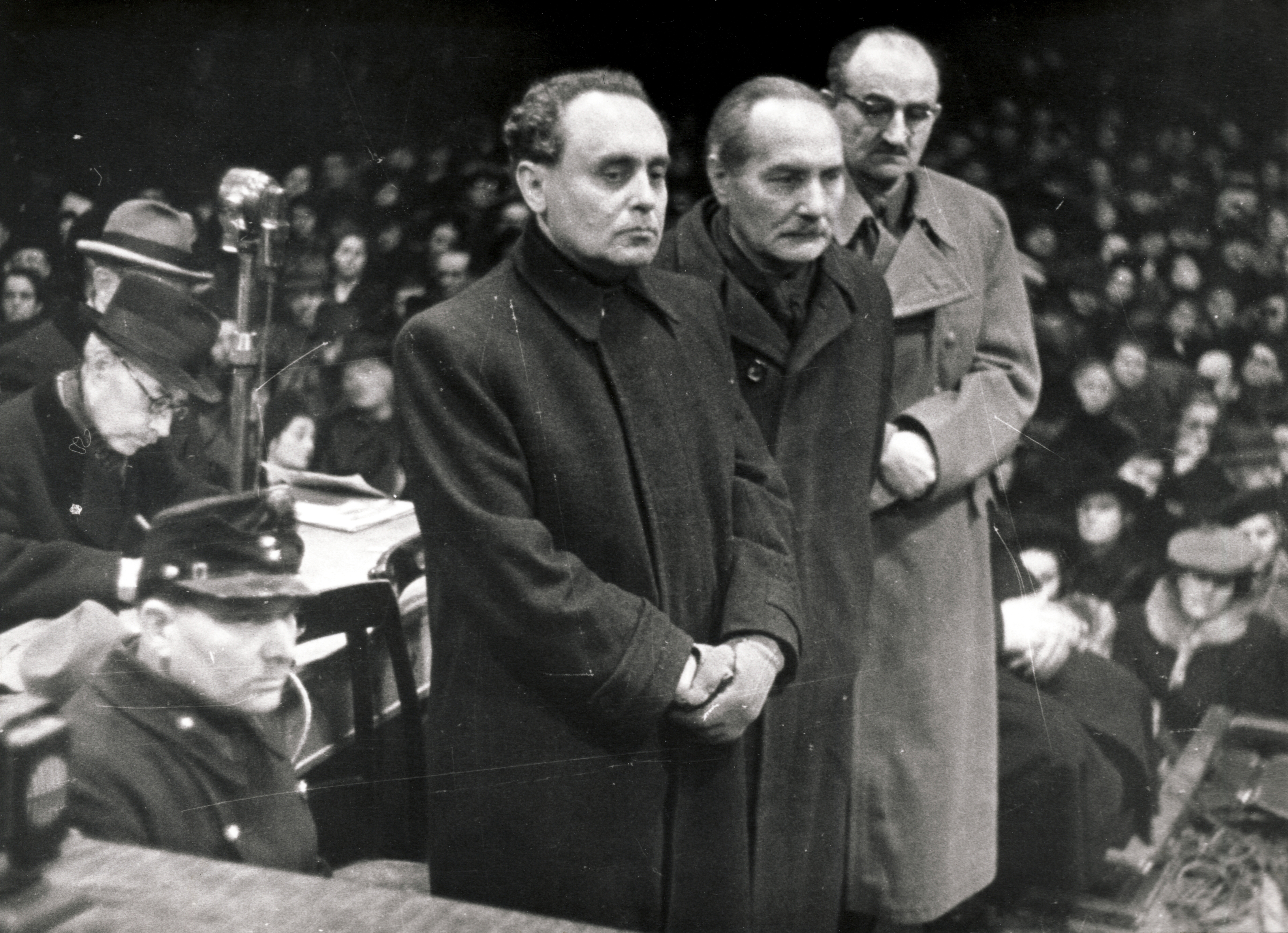
Szálasi (links) und die Mitangeklagten vor Gericht, 1945.

Ferenc Szálasi wurde wegen Verbrechen gegen die Menschlichkeit während des Zweiten Weltkriegs zum Tode verurteilt und zusammen mit Gábor Vajna, Károly Beregfy und József Gera am 12. März 1946 in Budapest öffentlich gehängt.